# Nedre-Kvarntjärnen (Byske socken, Västerbotten)
Nedre-Kvarntjärnen är en sjö i Skellefteå kommun i Västerbotten och ingår i Jävreån-Åbyälvens kustområde.